# شهرستان آرمو
شهرستان آرمو یک منطقهٔ مسکونی در سومالی است که در باری (سومالی) واقع شده‌است. شهرستان آرمو ۱۲۵٬۰۰۰ نفر جمعیت دارد.